# Oplachantha pulchella
Oplachantha pulchella är en tvåvingeart som beskrevs av Samuel Wendell Williston  1888. Oplachantha pulchella ingår i släktet Oplachantha och familjen vapenflugor. Inga underarter finns listade i Catalogue of Life.